# The Brothers (film)
Pour les articles homonymes, voir Brother.
The Brothers (Les Frères) est un film américain réalisé par Gary Hardwick, sorti en 2001, mettant en scène Morris Chestnut, Shemar Moore, Bill Bellamy, D.L. Hughley, Gabrielle Union et Clifton Powell.

## Synopsis
Jackson, Derrick, Brian et Terry sont quatre Afro-américains. Jackson et Brian ont du mal à trouver la femme qu'ils désirent. Jackson fait la rencontre de Denise, une photographe en qui il voit début d'un nouveau départ mais Denise cache un secret qui risque de ne pas lui plaire.

## Fiche technique
- Titre original : The Brothers
- Titre français : Les Frères
- Réalisation : Gary Hardwick
- Scénario : Gary Hardwick
- Musique : Marcus Miller
- Photographie : Alexander Gruszynski
- Production : Doug McHenry, Paddy Cullen et Darin Scott
- Montage : Earl Watson
- Durée : 106 minutes
- Genre : comédie romantique
- Budget :6 000 000 dollars
- Box-office : 20 000 000 dollars

## Distribution
- Morris Chestnut (VF : Lucien Jean-Baptiste) : Jackson Smith
- D. L. Hughley (VF : Julien Kramer) : Derrick West
- Bill Bellamy (VF : Serge Faliu) : Brian Palmer
- Shemar Moore (VF : Emmanuel Karsen) : Terry White
- Gabrielle Union : Denise Johnson
- Tatyana Ali : Cherie Smith
- Jenifer Lewis (VF: Pascale Vital) : Louise Smith
- Tamala Jones : Sheila West
- Clifton Powell (VF : Med Hondo) : Fred Smith
- Susan Dalian : Bebe Fales
- Marla Gibbs : Mary West
- Julie Benz : Jesse Caldwell
- Vanessa Bell Calloway (VF: Michèle Buzynski) : Dr. Thelma Woolridge
- Aloma Wright : Helen Palmer
- Nayo Wallace : Red